# Черноморско-Дунайское пароходство
«Черноморско-Дунайское пароходство» — акционерное общество, основанное в 1886 году в Измаиле для поддержания торговли с государствами на Дунае.

## Предпосылки создания
С 1812 года по условию Бухарестского мирного договора Россия становится дунайской державой. Граница с Турцией проходила по реке Прут, Килийскому гирлу реки. Овладев устьем Дуная, Россия открыла его для свободного плавания торговых судов всех государств. Вместе с развитием городов в Придунайском крае начинают свою деятельность и порты. Уже в 1816 году в порт Тучков заходили турецкие, австрийские, английские суда с товаром. В 1830 году было издано «Постановление о торговом судостроении и мореходстве», согласно которому в Измаиле основан цех вольных матросов. Цех объединял всех моряков, работающих на торговых судах местных купцов.
До середины 30-х годов XIX века каботажное судоходство на Нижнем Дунае осуществлялось беспалубными лодками, баркасами, плотами, которые строились в Измаиле, на верфи купца А. Зеньковича. На верфи закладывалось сразу четыре судна до 50 ластов каждое (1 ласт — около 2 т зерна). Суда строились из древесины дуба, других лиственных пород и применялись «дубки» на местных перевозках.
Вниз по течению суда шли самосплавом, вверх — на веслах, парусах и бечевой. Вблизи порта Рени суда проводились с помощью тяги волов. В 1837 году здесь основана акционерная компания — «Дунайское бечевое общество» с капиталом 100 тысяч рублей. Бечевник проходил от Рени до устья Прута на расстояние трех верст. Для этих целей содержалось десять пар волов и восемь фурщиков.
Многочисленные речные мели и морские бары в устье Дуная не позволяли проходить судам вместимостью свыше 150—300 тонн. По промерам 1831 года глубина Сулинского гирла составляла 11,5 английских футов, Килийского гирла — 6 футов. Управляющий Бессарабской областью граф П. Пален доказывал: «Очищение Килийского гирла будет выгоднее, ибо путь судам сокращается вдвое. Суда могут идти до Измаила одним ветром. Сулинское гирло по своим 22 изгибам удлиняет путь вдвое, требует от семи до девяти переменных ветров». Однако Европейская Дунайская комиссия (ЕДК) приняла решение отказаться от использования Килийского рукава, мотивируя сложностью работ по очистке. Отказ, однако, носил
политический характер.
В 1833 году в Измаиле основан Центральный карантин. Введение карантинов в портах связано с активной внешней торговлей. Все товары, прибывавшие из-за границы, проходили санитарную обработку, облагались таможенными сборами и направлялись в глубинные районы Российской империи. Порты Измаил, Рени и Килия стали перевалочными внешнеторговыми базами. Главным предметом экспорта были пшеница, рожь, льняное семя, рыба, керосин. Из-за границы ввозили лесной материал и камень [1] (недоступная ссылка).
В 1834 году измаильские купцы владели 20 судами, ренийские — 5 единицами флота. Чтобы вывезти товары за границу по самому короткому пути, применялся небольшой по грузоподъемности транспорт, так как Килийский рукав Дуная не позволял проходить судам с осадкой более 6 футов.
В 1849 году из Измаила вывезено 340 тысяч четвертей пшеницы, то есть примерно 68 тыс. тонн. В том же году Ренийский порт принял 30 морских торговых судов.
В середине XIX века наблюдается подъём дунайских портов. Только в 1846 году Измаил посетило 138 судов, среди них 50 русских, 45 — турецких, 38 — греческих, 8-австрийских, 2 — английских. Поражение России в Крымской войне (1853—1856 гг.) стало главным препятствием в развитии дунайской торговли. На протяжении 20 лет Россия фактически была устранена с Дуная. После победы в русско-турецкой войне 1877—1878 гг. государственная граница России была установлена по Килийскому гирлу Дуная и по реке Прут.
В начале 80-х годов XIX века перед русским правительством стала задача создания пароходного общества на Дунае. 3 июля 1881 года было утверждено «Положение о срочном товаро-пассажирском пароходном сообщении между городами Одессой и Измаилом с заходом в Килию и Рени». В документе отмечалось, что … «Ю. Е. Гагарин принимает на себя обязательство содержания посредством принадлежащего ему парохода „Ольга“ правильного товаро-пассажирского сообщения…». Каждые две недели в Измаил, затем в Килию, из Килии в Рени, из Рени в Измаил и через Сулину в Одессу совершал срочные рейсы пароход предпринимателя. Скорость судна была равна 7 узлам. Второй пароход Ю. Е. Гагарина «Федор», переименованный в 1883 г. в «Измаил», совершил 18 рейсов в порт Рени.
- В 1883 году появляется первое русское пароходное общество «Князь Юрий Гагарин и Ко».

С 8 (21) ноября 1883 года впервые в истории отечественного торгового судоходства на Дунае Россия устанавливает регулярные международные торговые связи с придунайскими государствами.
Постепенно налаживались регулярные каботажные перевозки между русскими дунайскими портами. Однако развитие капиталистического производства, рост выпуска продукции требовали новых рынков сбыта товаров. Нужно было устанавливать тесные торговые связи с придунайскими странами. В одиночку решить этот вопрос Гагарин не мог. Его личных средств на это оказалось недостаточно.
- В 1886 году, пароходное общество князя Гагарина было преобразовано в акционерное общество под названием «Черноморско-Дунайское пароходство»[2].

## Деятельность
В 1902 году обществу принадлежало 12 пароходов общей грузоподъемностью 2087 peг. тонн. Наиболее крупные — пароходы «Болгария», «Измаил», «Князь Гагарин», «Русь» и другие.
В 1903 году для удержания позиций в дунайской торговле и поддержания отношений со странами Балканского полуострова, казной закуплено все имущество Черноморско-Дунайского пароходства и основано государственное Русское Дунайское пароходство. Правление его находилось в Санкт-Петербурге. Для организации торговли учреждены агентства в Москве, Лодзи, Варшаве, Марселе, Гамбурге. В 1910 году построено здание агентства в Измаиле.
Пароходство содержало линии от Одессы до Систово, Кладово, буксирно-баржевую — от Рени до Галаца, от Батуми до Галаца с заходом в Ризе, Трапезунд, Варну, Бургас. Особое значение придавалось каботажным перевозкам в Килию, Измаил, Рени и зерновым — по реке Прут. На четырёх морских барках с помощью морского буксира «Вилково» грузы перевозили в Одесский порт. Пароход «Вилково» пополнил состав флота РДП в марте 1904 года.
Из переписки по случаю освящения парохода. Вилковский посадский голова Платонов посылает телеграмму в Петергоф: "Вилковское общество приносит поздравление Вашему Высочеству (Великому князю Александру Михайловичу) по случаю освящения вновь приобретенного парохода, увеличивающего состав судов пароходства и находящегося под Вашим покровительством. Пароход освящен именем «Вилково». Ответная телеграмма из Петергофа гласила: «Искренне благодарю Вилковское общество за телеграмму и радуюсь освящению нового парохода. Александр».
На прием парохода были приглашены директор-распорядитель РДП А. К. Тимрот.
В начале Первой мировой войны Русское Дунайское пароходство оказывало помощь войскам русской армии в снабжении и перевозке войск на южном участке фронта. Суда были мобилизованы. До конца 1914 года в Сербию 5 караванов судов экспедиции особого назначения (ЭОН) доставили оружие и строительные материалы. Суда РДП использовались также как санитарные транспорты. Впереди боевого отряда шел разведывательный, состоявший из 2—3 вооруженных пароходов. В первый разведывательный отряд входили «Патриот», «Прут», во второй отряд — «Граф Игнатьев», «Румыния», «Сулин», в третий — «Святой Сергий», «Вилково», «Белград», «Сербия».
После ряда поражений на южном участке фронта и ухода русских войск из районов Дуная плавание судов РДП прекратилось.